# Khuang Aphaiwong
Khuang Aphaiwong, född 1902, död 1968, var en thailändsk politiker. Han var Thailands premiärminister mellan 1944 och 1945, 1946, och 1947-1948. 